# 437 Rodija
437 Rodija (mednarodno ime je 437 Rhodia) je asteroid v glavnem asteroidnem pasu.

## Odkritje
Asteroid je odkril francoski astronom A. Charlois ( 1864 – 1910) 16. julija 1898 v Nici. Imenuje se po okeanidi Rodiji iz grške mitologije.

## Lastnosti
Asteroid Rodija obkroži Sonce v 3,69 letih. Njegova tirnica ima izsrednost 0,248, nagnjena pa je za 7,356° proti ekliptiki. Njegov premer je 13,12 km .